# Чернівецький машинобудівний завод
Чернівецький машинобудівний завод — українське підприємство, один з найбільших в Україні та СНД виробників обладнання для переробки, транспортування, зберігання та синтезу нафти, газу та конденсату, енергетичного обладнання, обладнання для переробки сільськогосподарської продукції, виноробства, великої хімії.

## Історія
Історія заводу почалася в 1945 році зі створення підприємства «Мостопоїзд № 444», діяльність якого проходила в роки Другої світової війни. Його створення мало на меті швидке та оперативне вирішення завдань з ремонту, відновлення залізничних колій, мостів та інших штучних споруд. На території млина, де розташувалася база, виконувалися всі операції для зведення мостів: розмітка, розрізання, збірка-клепка та ковальські роботи.
У 1950 році завод був названий кращим у сфері будівництва мостів.
У 1954 році ставши самостійним підприємством, завод почав виробляти нафтоналивні циліндричні ємності, а з часом було налагоджено виробництво теплообмінників, колон, сепараторів та іншої нафтоапаратури.
За період з 1951-1955 рр. були побудовані: цех нафтоапаратури та тимчасові допоміжні служби заводу.
З 1955 по 1969 рік була проведена реконструкція виробничих потужностей і введені в експлуатацію: цех допоміжного обладнання, ковальсько-пресовий цех, блок допоміжних цехів, інженерний корпус, компресорна, киснева та ацетиленова станція.
У 1976-1986 рр. були побудовані та реконструйовані основні об'єкти промислового призначення: виробничі корпуси, об'єкти транспортного і складського господарства (залізничні колії, автостради і т.д.), внутриплощадкові інженерні мережі та проведено благоустрій промислових майданчиків.

## Керівництво
- Сідляр Віктор Анатолійович